# Religie in Tibet

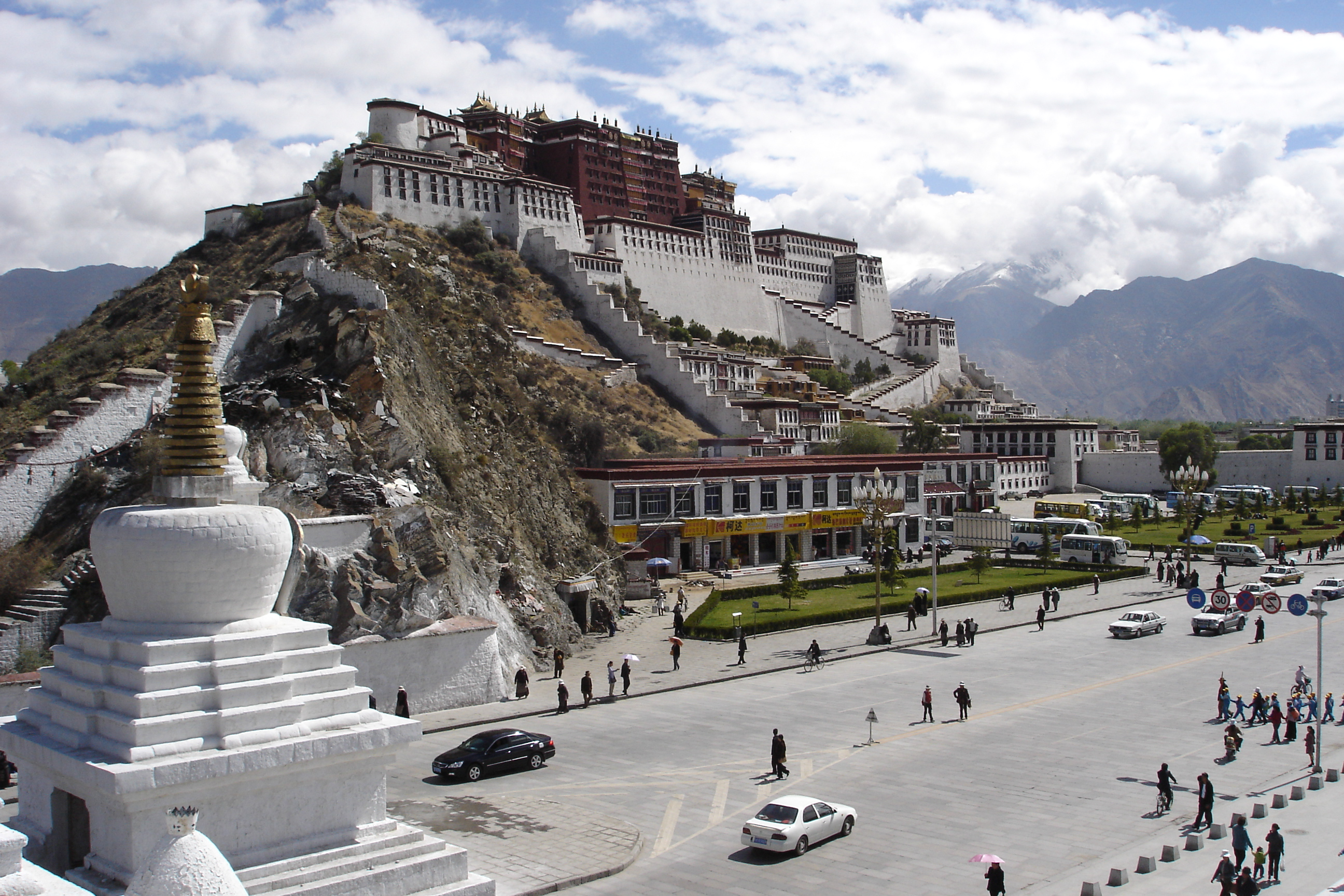
Potala, het winterpaleis van de dalai lama's in Lhasa

Religie in Tibet is een fenomeen, dat bepalend was voor de gehele samenleving, de sociale en economische structuur en het had zeer grote politieke invloed. De belangrijkste en overheersende religie in Tibet is vanaf begin elfde eeuw het Tibetaans boeddhisme.
Een andere en van het Tibetaans boeddhisme te onderscheiden vorm van boeddhisme heeft zich in Tibet ontwikkeld onder de naam bön. Deze vorm heeft zich vanaf eind tiende eeuw tot een georganiseerde religie ontwikkeld. Tibetaanse boeddhisme en de bön zijn sterk beïnvloed door de oude sjamanistische religie die wel aangeduid wordt als de nameless religion . Ook wist de islam in Tibet zich gedurende eeuwen te handhaven, al was het aantal moslims in Tibet zeer beperkt. Het christendom heeft sinds de introductie door een aantal missionarissen een marginale positie gehad.

## Verschillende religies

### Nameless religion
Er zijn geen literaire bronnen aanwezig over de aard van de aanwezige religie in Tibet van voor de zevende eeuw. Voor de kennis van de toen aanwezige religie wordt daarom gebruikgemaakt van een klein, nog toenemend aantal archeologische vondsten en daarnaast de aanwezigheid van geloofwaardig materiaal dat beschreven is in latere literatuur en rituelen.
In de oudste geschriften zoals de Oude Tibetaanse kroniek staan met name verhalen over de eerste Tibetaanse koningen. Daaruit wordt duidelijk dat geloof in het sacrale karakter van de heerser een essentieel onderdeel was, De monarch was van hemelse oorsprong en nauw verbonden met beschermende godheden die belichaamd werden door met name de bergen van Tibet. Het heilige karakter van die bergen werd weer geassocieerd met belangrijke functies als bron van water, voeden van water naar rivieren, die het mogelijk maakten in valleien landbouw te bedrijven. Er is ook in de oudste gevonden manuscripten nooit een naam gevonden voor die verering van die grote hoeveelheid beschermende godheden in de Tibetaanse religieuze praktijk in de vorm van bergen, rivieren, beken, valleien, etc. met vaak een heel lokaal karakter. Rolf Stein gebruikte voor deze term de nameless religion die ook door andere tibetologen werd overgenomen.

### Tibetaans boeddhisme

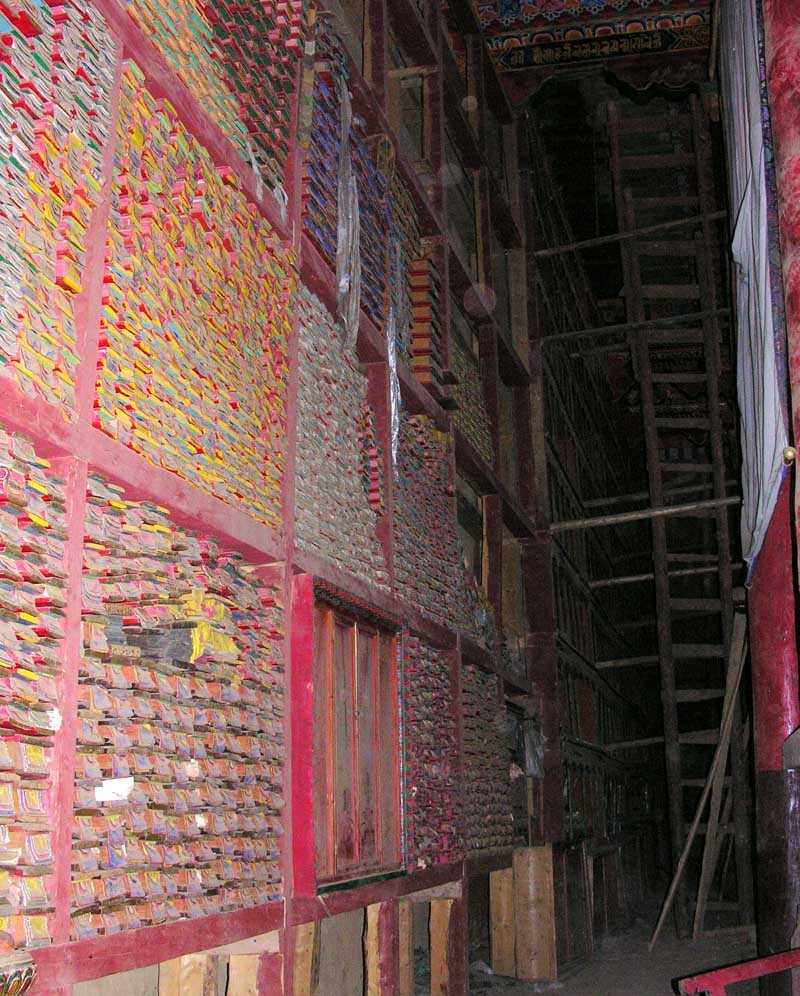
Kangyur- en tengyurrollen in het Riwocheklooster

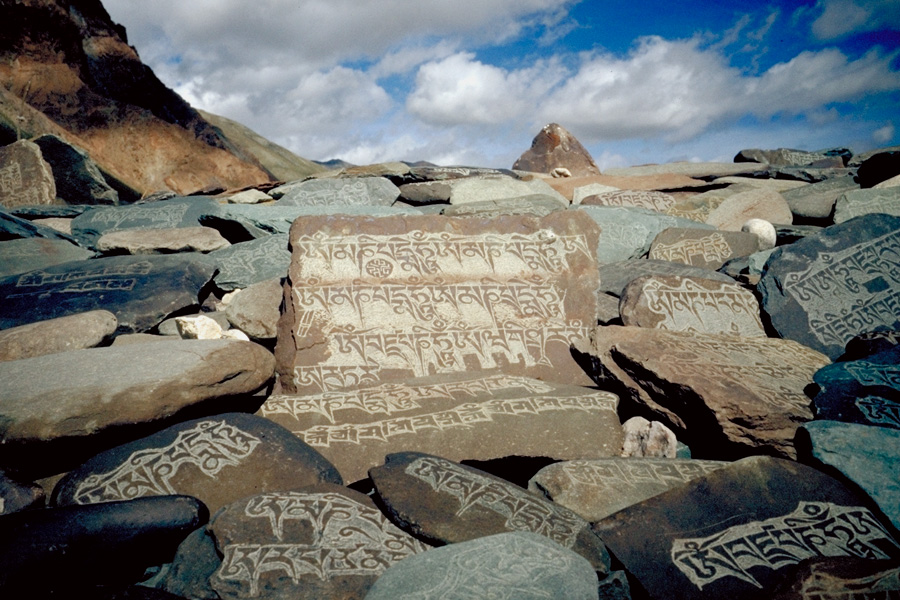
Inscriptie Om mani padme hum

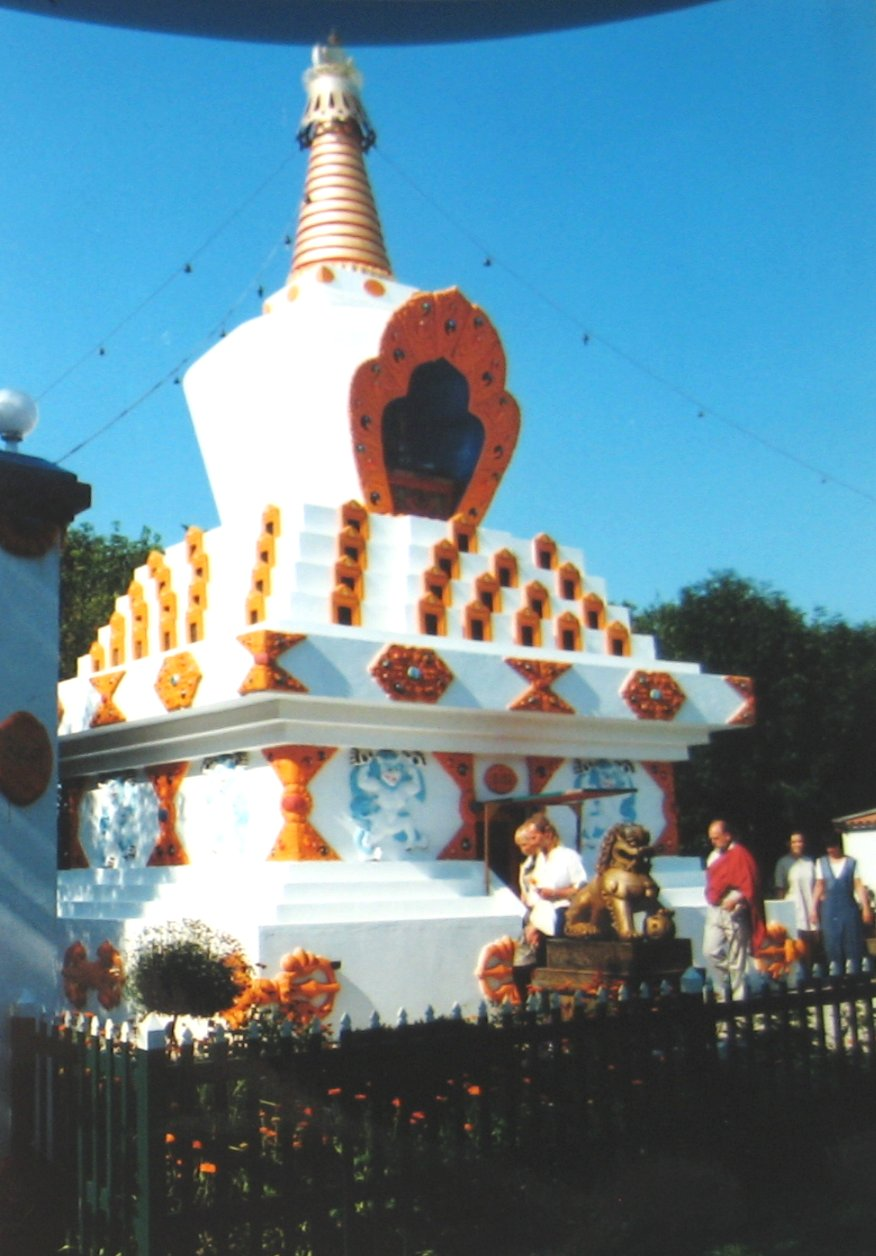
De stoepa van Hantum

Het Tibetaans boeddhisme, ook wel lamaïsme genoemd, bestaat uit een aantal boeddhistische scholen die hun oorsprong in Tibet hebben en de landen in de Himalaya. De belangrijkste scholen zijn nyingma, kagyü, sakya, gelug en jonang. De veelgebruikte term lama is in feite een vertaling van het Indiase goeroe of spiritueel leraar. De belangrijkste spirituele leiders zijn voor de gelugschool de dalai en pänchen lama, voor de kagyü de gyalwa karmapa en de shamarpa en van de sakya is dat de sakya trizin.
Het boeddhisme kwam laat naar Tibet. In het begin van de zevende eeuw was het daar nog vrijwel onbekend. Het land was in die tijd voor een belangrijk deel omringd door gebieden waar dat boeddhisme zich al stevig had gevestigd. Tibet was feitelijk een heidens eiland in een grote boeddhistische oceaan. Die late komst van het boeddhisme in Tibet heeft als consequentie gehad, dat in Tibet dat boeddhisme beïnvloed werd - veel meer dan in gebieden waar het al eerder aanwezig was - door de latere ontwikkelingen van het boeddhisme in India zelf.
In India ontwikkelde de tantrische traditie binnen het boeddhisme zich pas na circa 400. Pas in de 7e eeuw begon die traditie in India de beoefening van het boeddhisme meer te domineren. Als gevolg van de relatief late introductie, speelden in Tibet de tantrische elementen van meet af aan een grote rol.
De boeddhistische literatuur wordt wel verdeeld in
- soetra's: teksten, die geacht worden uitgesproken te zijn door de historische Boeddha dan wel geacht worden zijn instemming te hebben.
- sastra's: commentaren op en verhandelingen over de soetra's
- tantrische geschriften: teksten die een soort handleiding zijn voor rituelen en met name meditatietechnieken ten behoeve van gelovigen.

Het Tibetaans boeddhisme kan als volgt gekarakteriseerd worden: de leerstellingen zijn op de sastra's gebaseerd en de praktijk op de tantrische geschriften.
Na de val van het Tibetaanse rijk in het midden van de negende eeuw verdween het boeddhisme in zijn georganiseerde en monastieke vorm voor ruim een eeuw uit Centraal-Tibet. Een tweede introductie van het boeddhisme uit India begint aan het eind van de tiende eeuw. Dat is een periode waarin het verval van het boeddhisme in India zelf al is begonnen. Tijdens die tweede introductie is Tibet in staat geweest om de invloed te ondergaan van de laatste grote leraren uit het Indiase boeddhisme, zoals Atisha (980-1052) en Tilopa (988-1069).
Dit werd de periode van zeer grote vertaalprojecten vanuit het Sanskriet naar het Tibetaans. Zo rond 1200 was het boeddhisme in India vrijwel verdwenen. Veel teksten in het oorspronkelijk Sanskriet zijn verloren gegaan. De inhoud daarvan is slechts bewaard gebleven in een Tibetaanse vertaling. In geen enkel ander boeddhistisch land is een dergelijke omvang van boeddhistische literatuur geproduceerd.

### Bön

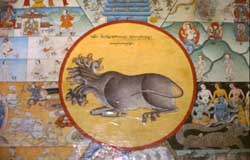
Deel van een bönlevenswiel

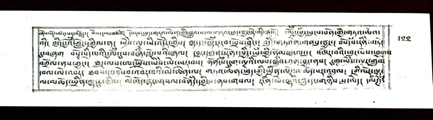
Pagina uit het bönpo-dodenboek

In een aantal manuscripten van Dunhuang wordt een aantal keren het woord bönpo gebruikt. Daarmee werd een uitvoerder van preboeddhistische rituelen aangeduid. Er is in het vakgebied lang een discussie geweest of er iets als een bönreligie bestaan heeft in de periode van het Tibetaanse rijk, grofweg tussen 600 en 860. De meeste hedendaagse auteurs in de eenentwintigste eeuw gaan ervan uit dat dit niet geval is geweest. In de loop van de tiende eeuw namen de bönpo's boeddhistische noties over. Het begin van een georganiseerde bönreligie is te dateren aan het eind van de tiende eeuw.
Het historische zelfbeeld van de bön heeft als notie dat hun religie in vroeger tijden in veel delen van de wereld werd uitgedragen en beoefend. Ze noemen het om die reden de eeuwige bön. De geestelijk leider van de bön is de Menri trizen, de abt van het Menri-klooster in Namling in Tsang. Na de Tibetaanse diaspora is het klooster heropgericht in Dolanji in India.
Voordat de bön Tibet bereikte, zou deze religie met name gebloeid hebben in Zhangzhung, een gebied dat in het westen van het Tibetaans Plateau lag en de heilige berg Kailash had als centrum. Zhangzhung werd omstreeks 645 geannexeerd door het Tibetaanse rijk. De beschaving van Zhangzhung versmolt in de achtste en negende eeuw met die van het Tibetaanse rijk. Binnen de bön wordt sterk de nadruk gelegd op een ononderbroken traditie vanaf Zhangzhung via het Tibetaanse rijk naar de latere perioden in de Tibetaanse geschiedenis.
De oorsprong van de bön ligt in een land dat aanhangers Tazik noemen. Dit gebied wordt door sommige wetenschappers geassocieerd met het grensgebied tussen het huidige Iran en Afghanistan. Tazik is voor de bönpo's het heilige land, zoals India dat voor de boeddhisten in Tibet was. Tönpa Shenrab, de stichter van de bön, zou in Tazik geheerst hebben.
De bön kent een uitgebreide hagiografische literatuur over Tönpa Shenrab, die op nogal wat punten afwijkt van de biografische tradities over de Sakyamuni Boeddha. Tibetoloog David Snellgrove toonde in 1967 aan dat de bönliteratuur "voor het grootste deel onafhankelijk en op basis van eigen verworven inzichten tot stand was gekomen en geen plagiaat is".
De bön is lang verketterd geweest door de boeddhistische geestelijkheid van met name de gelugtraditie. Ongeveer 10% van de Tibetanen geloven in de bön.

### Islam

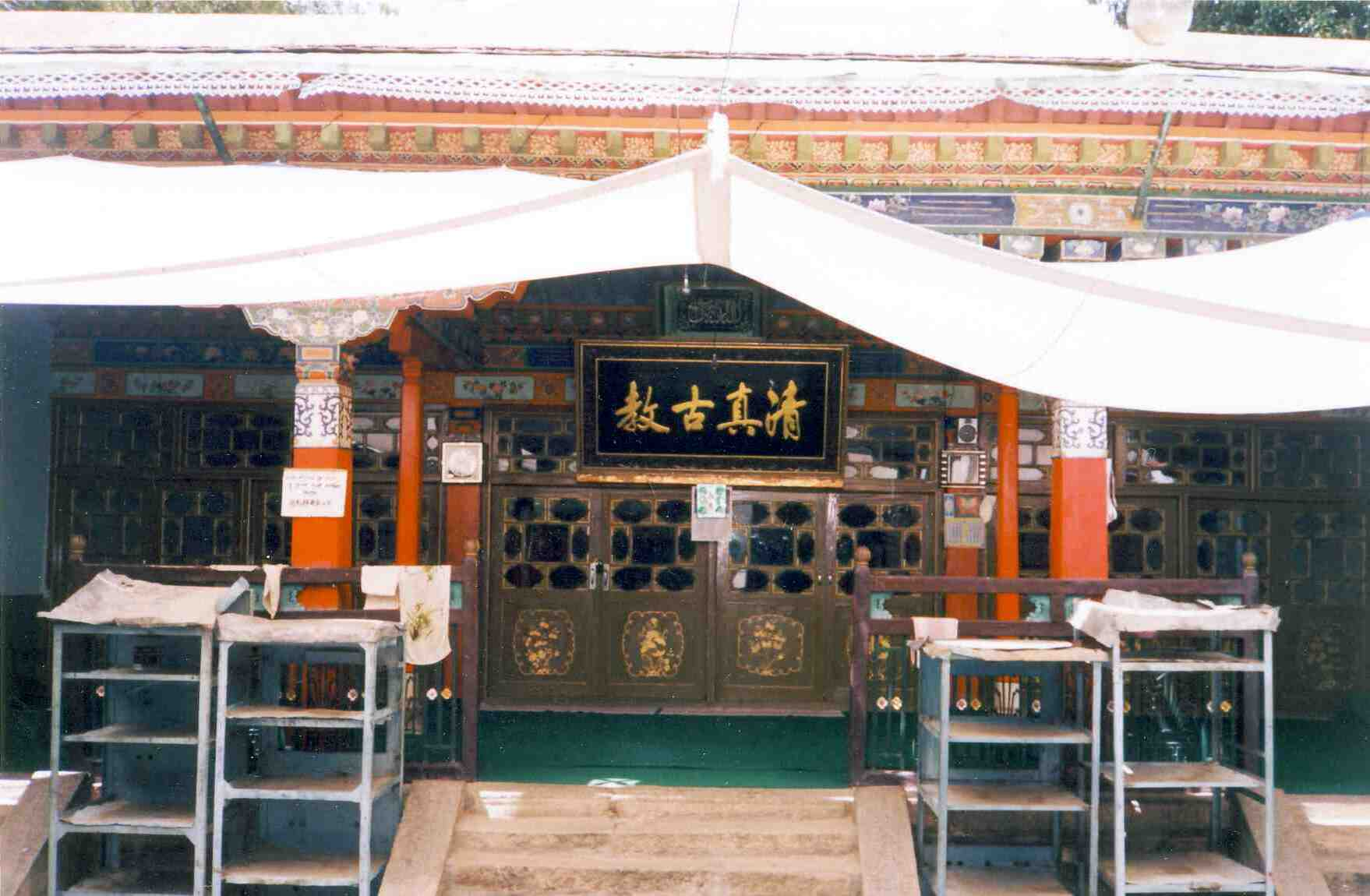
Ingang oude moskee in Lhasa

Vanaf de zeventiende eeuw vestigden er zich moslims in Tibet. Deze moslims worden in het Tibetaans de Habaling Khache genoemd, waarbij Khache mogelijk afgeleid is van Kasjmir. Khache vestigden zich vooral in de steden van Tibet. Naast de handel voerden zij bezigheden uit die voor Tibetaans boeddhisten problematisch lagen, zoals slager en slachter. Dat plaatste hen ook aan de sociale onderkant van de Tibetaanse samenleving. Moslims hadden een aantal moskeeën en eigen begraafplaatsen in Tibet. Zij waren in staat het grootste deel van hun eigen zaken te regelen op basis van de sharia.
Vanaf eind twintigste eeuw is sprake van een versnelde vestiging van Hui in vooral Lhasa. Hui vormen dan ook de grootste groep moslims in Tibet. Een groot deel van de zichtbare economische activiteit, zoals het winkelbestand, is in handen van Hui. De dagelijkse spanningen in de laatste jaren in steden als Lhasa zijn ook vooral tussen Tibetanen en Hui. Een aantal publicaties in de laatste jaren vestigt overigens niet alleen de aandacht op etnische, religieuze en politieke oorzaken van de spanningen. Die publicaties benoemen ook de verschillen tussen diverse bevolkingsgroepen in het kunnen hanteren van de gevolgen van urbanisatie meer in het algemeen.

### Christendom

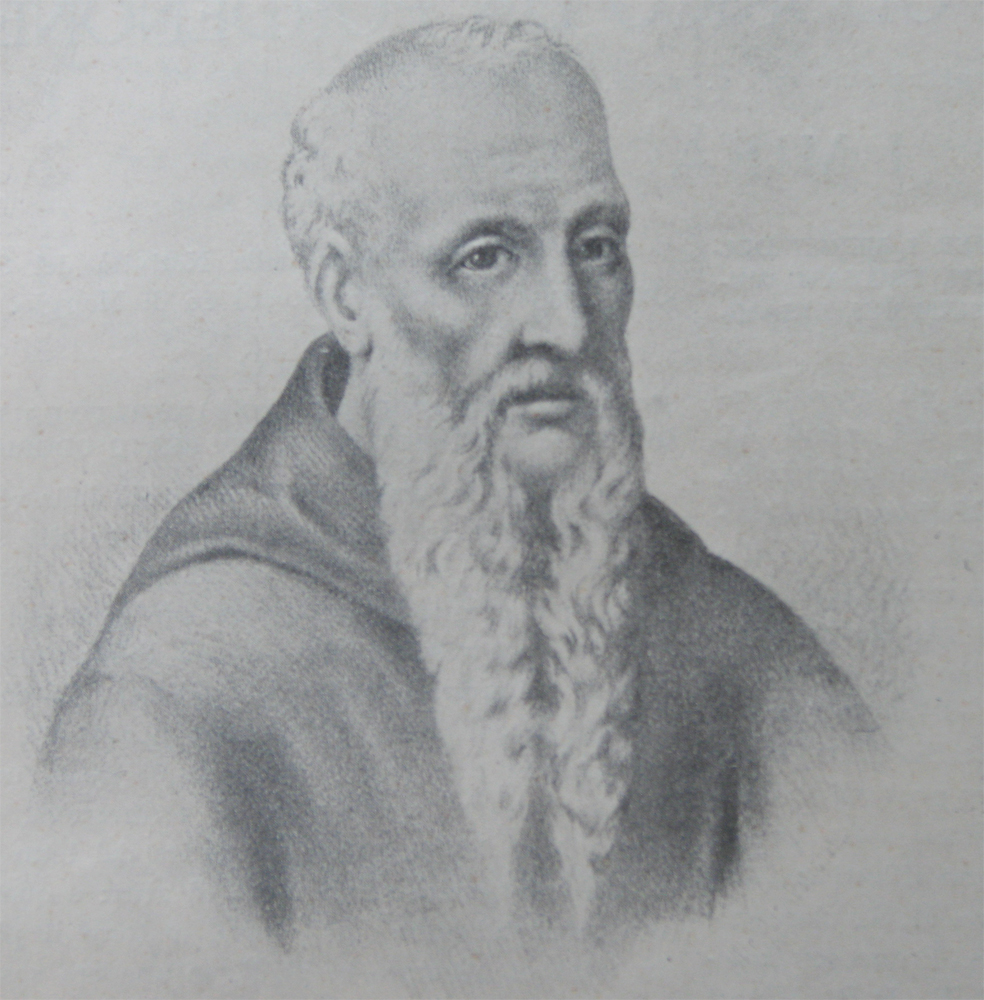
Odoric van Pordenone

Ten tijde van koning Trisong Detsen in de jaren 790, zijn brieven van Timoteüs I, patriarch van Bagdad en hoofd van de Assyrische Kerk van het Oosten van 779 tot 823 aanwijzingen voor interesse van christelijke zijde in Tibet. In een brief geeft hij een lijst van de landen, waaronder Tibet, waar Trisagion wordt gereciteerd. In een andere brief noemt hij dat hij een aartsbisschop voor de Tibetanen wil aanstellen. Ook bevindt zich tussen de manuscripten van Dunhuang een schilderij over Jezus, gedateerd 9e eeuw kort nadat Dunhuang Tibetaans grondgebied werd. Niettemin heeft het christendom nooit een grote rol kunnen verwerven in Tibet.
De eerste Europeaan die Tibet bereikte, is mogelijk Italiaan Odoric van Pordenone geweest. Hij keerde in 1331 terug uit China en zou via Lhasa zijn teruggereisd. Uit de Lage Landen reisde de Brusselaar en jezuïet Albert Dorville rond 1661-62 door Tibet. In de zeventiende eeuw waren er onder leiding van António de Andrade missies van de jezuïeten in het toen nog onafhankelijke koninkrijk Guge in het westen van Tibet aanwezig alsmede enkele jaren in Shigatse in Centraal-Tibet. Rondom 1640 waren die missies in een totale mislukking geëindigd. In de achttiende eeuw was er een korte hervatting van de missie door de jezuïet Ippolito Desideri, nu in Lhasa. Tot 1745 was er een missie van de kapucijnen onder leiding van Francesco della Penna. De eerste volledige vertaling in het Tibetaans van de bijbel dateert van 1948.
In de Conventie van Peking van 1860 werd China gedwongen het gehele land te openen voor activiteiten van de missie en zending. Dat leidde tot aanwezigheid van zending en missie in met name het Tibetaanse cultuurgebied van Kham, dat deel uitmaakte van de provincie Sichuan. Er werden daar enige kerken gesticht alsmede een christelijk klooster. In Centraal-Tibet is nauwelijks sprake geweest van enige vorm van zending en missie in deze periode. Na 1950 dienden alle buitenlandse missionarissen en zendelingen het land te verlaten. Er is in de eenentwintigste eeuw nog een rooms-katholieke kerk in Batang in een Tibetaanse regio in Sichuan en een andere in Marham op de grens tussen de Tibetaanse Autonome Regio en Sichuan. Een aantal Noord-Amerikaanse evangelicale organisaties had in het laatste decennium van de 20e eeuw vertegenwoordigers die in Lhasa en vaak in de hoedanigheid van leraren Engels zending trachten te bedrijven.

## Politiek en religie

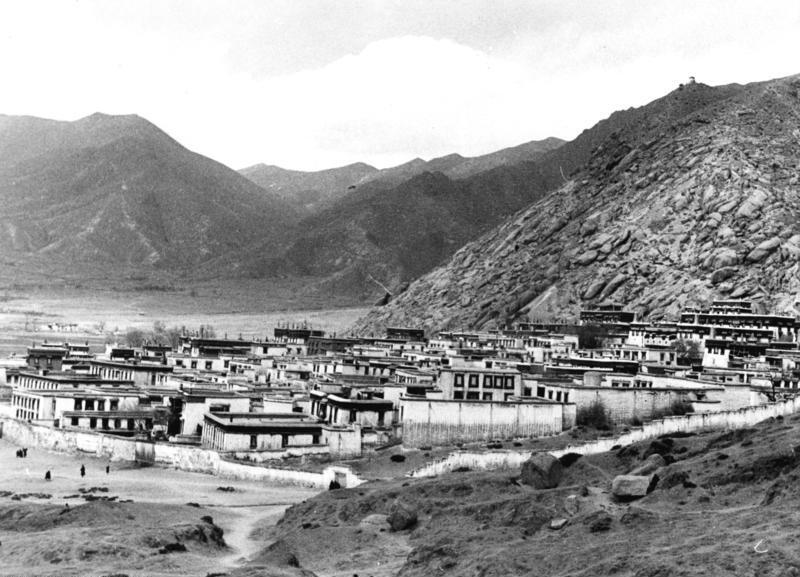
Sera, 1938

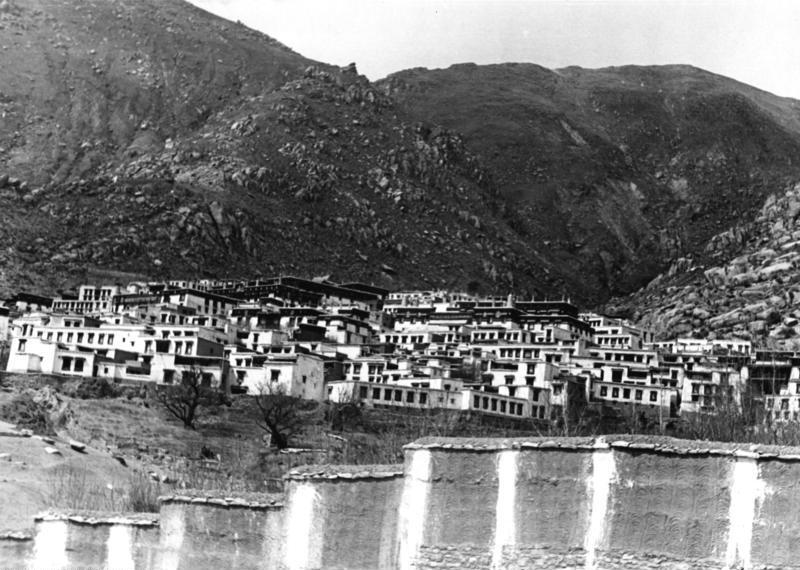
Drepung, 1938

Politiek en religie zijn door de eeuwen heen sterk met elkaar verbonden geweest. 
Rond 1640 sloot de vijfde dalai lama een verbond met de Mongoolse krijgsheer Güshri Khan. Als gevolg van de overwinning in de burgeroorlog door de gelug ontwikkelde de vijfde dalai lama zich zowel tot geestelijk als wereldlijk leider van Tibet. De zesde tot en met twaalfde dalai lama hebben echter niet of nauwelijks bestuurlijke en politieke macht uitgeoefend.
Vanaf het midden van de zeventiende eeuw ontwikkelde het Tibetaanse monastieke systeem van de gelug zich tot machtscentra waar de regering van historisch Tibet rekening mee diende te houden. Ze ging ervan uit dat de Tibetaanse staat er in de eerste plaats en vooral was om de religie naar gelugovertuiging te ondersteunen. Het grootste deel van de aanzienlijke politieke invloed van de kloosters werd uitgeoefend door de kloosters van Sera, Drepung en Ganden, die in de onmiddellijke omgeving van Lhasa liggen. Die werden vaak de Drie Zetels van de gelug genoemd, omdat ze optraden als opdrachtgever voor honderden kleinere kloosters in het land.

## De ontmanteling van het monastiek systeem
Na de bezetting van Tibet door het Chinese leger in 1952 werd de toen bestaande sociale en religieuze ordening in Centraal -Tibet, het gebied van de huidige Tibetaanse Autonome Regio, nog acht jaar gehandhaafd. De Chinezen trachtten op die wijze de elite van het land aan zich te binden. Die politiek werd ingrijpend gewijzigd na de opstand van 1959. Tot aan 1959 leefde ruim de helft van de bevolking in Centraal-Tibet nog in een staat van horigheid. Die horigheid werd in dat jaar afgeschaft. In 1960 werd begonnen met de redistributie van het grondbezit.
Deze maatregelen waren desastreus voor de Tibetaanse kloosters. Die waren veruit de grootste landeigenaren van Tibet. De kloosters waren voor het handhaven en uitvoeren van de dagelijkse grote gebedsbijeenkomsten, die grote aantallen monniken vereisten, afhankelijk van de opbrengsten van hun grondbezit door de arbeid van hun horigen. Ook veel reizigers uit het westen in Tibet hadden het systeem beschreven in termen van uitbuiting en de positie van de lama's als parasieten. Voor de meeste Tibetanen waren dat irrelevante gedachten omdat de meesten bereid waren de speciale positie van de kloosters te accepteren. De meeste Tibetaanse gezinnen hadden ook een band met een klooster doordat een zoon of ander familielid daar verbleef.
In 1962 was het aantal nog functionerende kloosters teruggebracht van ongeveer 2700 in 1959 tot ongeveer 75 kloosters. In 1959 waren er ongeveer 115.000 monniken. In 1962 nog slechts 5000. De ontmanteling van het monastieke systeem begon dus al ruim voor de aanvang van de Culturele Revolutie. Die ontmanteling was de belangrijkste sociale en politieke gebeurtenis in Tibet sinds de monastieke herleving van het boeddhisme in de elfde eeuw. Het creëerde ook een gevoel bij veel Tibetanen dat veel van wat zij als de kern van hun identiteit zagen aangevallen werd.
In 1966 was het begin van de Culturele revolutie. De Rode gardisten was eerst een typisch Chinees fenomeen. De Chinese militaire commandant van Tibet trachtte een eigen Tibetaanse Rode Garde te formeren. Op die wijze trachtte hij te voorkomen dat Chinese Rode Gardisten naar Tibet zouden reizen om zijn positie te ondermijnen. Ook bij de Tibetaanse Rode Gardisten lag de nadruk op het vernietigen van de oude orde. Religieuze voorwerpen zoals boeken, gebedsvlaggen, stoepa's werden massaal vernietigd. Alle religieuze feesten, het reciteren van mantras, prostratie, circumbulatie werden verboden. Veel van de – vaak al leegstaande – kloosters werden vernietigd. Hoewel voor een belangrijk deel gemanipuleerd door Chinese kaders werd de meeste vernietiging uitgevoerd door Tibetaanse Rode Gardisten.
Na het eind van de Culturele Revolutie was de economische en materiële situatie in Tibet erbarmelijk. In 1980 onderzocht Hu Yaobang (1915–1989) de situatie in het gebied. Hij beschreef de Chinese politiek in Tibet van de laatste twee decennia als een ramp en kwam met een pakket maatregelen. De communes werden afgeschaft, land en veestapels werd weer verdeeld onder de boeren. Daarnaast zouden de boeren enkele jaren geen belasting hoeven te betalen. Er kwamen mogelijkheden voor uitoefening en beleving van de Tibetaanse cultuur, onderwijs in het Tibetaans en beperkingen ten aanzien van religieuze activiteiten werden sterk verminderd. In de jaren daarna zouden ook kloosters weer heropgebouwd worden. Het werd mogelijk voor Tibetanen in de ballingschap weer Tibet te bezoeken

## Vrijheid van religie
De Chinese staat kent een lange traditie van het reguleren van de uitoefening van godsdienst. Een deel van de wetgeving in de huidige Volksrepubliek is gebaseerd op noties uit die periode. Al in de periode van de Tang-dynastie (618-907) waren maatregelen van kracht die de instroom in een klooster beperkten en was er een registratiesysteem voor zowel monniken als nonnen. Verboden van religieuze lekenbewegingen die zich manifesteerden buiten de formele kaders dateren van van de Song-dynastie (960-1279). Dat beleid was gebaseerd op noties ontleend aan de Confucianistische Klassieken. Ieder geloof en beweging dat afweek van deze ideologie kon als heterodox beschouwd worden en als een bedreiging voor de bestaande morele, culturele en politieke orde worden gezien. Godsdiensten als boeddhisme en taoïsme dienden de confucianistische moraal en politieke orthodoxie te onderschrijven.
Zowel de Ming-dynastie (1386-1644) en de Qing-dynastie (1644-1911) voerden actief beleid in de verspreiding van het Tibetaans boeddhisme. Het had daarmee echter als politiek doel de toen nog als een bedreiging ervaren Mongoolse stammen te pacificeren.
Vanaf begin achttiende eeuw was er sprake van invloed van het Chinese keizerrijk op aspecten van het Tibetaans boeddhisme. De afzetting van de zesde dalai lama had de volledige instemming van de Chinese keizer. Vanaf de zevende dalai lama was Chinese invloed beslissend voor de selectie.
In de periode van het Chinese protectoraat over Tibet (1720 -1911) formuleerde Qianlong in 1793 de Proclamatie van 29 Artikelen voor een Beter en meer Efficiënt Bestuur van Tibet . Onderdeel daarvan was de Gouden urn, een procedure die voorschreef dat de selectie van hoge tulku's van de gelug, zoals de dalai lama en panchen lama voortaan via een soort loterijsysteem diende plaats te vinden. Het was ook Qianlong, die de opvatting formuleerde, dat godsdiensten instrumenten waren  die zich (moeten) richten op de pacificatie van allen die in het (Chinese) Rijk leven .
In de periode van de Culturele Revolutie was iedere publieke vorm van uitoefening van godsdienst onmogelijk. Vanaf 1978 werd dat weer mogelijk. In 1982 werd door de partij het zogenaamde Document 19 tot richtinggevend verklaard voor het beleid ten opzichte van religie. Het aanvaardde vrijheid van godsdienst en uitoefenen van religieuze activiteiten. Aan de andere kant sprak het uit, dat activiteiten buiten een aantal kaders niet geaccepteerd zouden worden. Die werden omschreven als criminele en contrarevolutionaire activiteiten die zich zouden verschuilen achter een façade van religie alsmede infiltratie door buitenlandse vijandelijke krachten van religieuze organisaties. Het document stelde dan ook, dat religieuze organisaties onder een vorm van supervisie en monitoring gesteld zouden moeten blijven. Die rol wordt in het land uitgevoerd door de State Administration of Religious Affairs.
De standpunten uit het document kunnen verschillend geïnterpreteerd worden. Er zijn nauwelijks of geen officiële richtlijnen, waar grenzen van wel of niet toelaatbaar gespecificeerd worden. In tijden van politieke spanning is er sprake van invallen bij religieuze groeperingen en willekeurig aandoende arrestaties. De situatie binnen de wat grotere kloosters wordt nauwgezet gemonitord. Toch nemen in Tibet nog steeds monniken vaak het voortouw bij protesten tegen de Chinese aanwezigheid of Chinese maatregelen. Dat leidt dan steevast tot beschuldigingen van de Chinese overheid, dat deze protesten door buitenlandse invloed (meestal wordt de dalai lama bedoeld) werden geïnitieerd. Religieuze repressie kan dan weer het gevolg zijn.
De weinige nog in het land aanwezige hogere tulkus dienen hun loyaliteit aan het partijsysteem te bewijzen en meewerken aan wat de harmonieuze samenleving wordt genoemd. Een van de hoogste nog in China verblijvende incarnaties, de vrouwelijke Dorje Phagmo, bekleedt een hoge kaderfunctie binnen de Communistische Partij.
De Chinese overheid heeft een maatregel afgekondigd die op 1 september 2007 van kracht werd, waarin op grond van bepaalde criteria vooraf toestemming moet worden verkregen om een zoektocht naar een nieuwe incarnatie te organiseren. Vervolgens moet de organisatie van die zoektocht ook aan een aantal criteria voldoen. Artikel 8 (van de in totaal 14) spreekt uit dat voor tulku's die historisch gezien door middel van de Gouden urn werden geselecteerd dit nu ook dient te gebeuren, tenzij er vooraf toestemming is verkregen dit niet te doen. Artikel 2 sluit iedere bemoeienis van buitenlandse (niet Chinese) kant uit ten aanzien van het selectieproces. Deze bepalingen zijn erop gericht zijn om onder meer het selectieproces van een volgende dalai lama in Chinese handen te houden.
Afghanistan · Armenië · Azerbeidzjan · Bahrein · Bangladesh · Bhutan · Brunei · Cambodja · China (Tibet) · Cyprus · Egypte · Filipijnen · Georgië · India · Indonesië · Irak · Iran · Israël · Jemen · Jordanië · Kazachstan · Kirgizië · Koeweit · Noord-Korea · Zuid-Korea · Laos · Libanon · Malediven · Maleisië · Mongolië · Myanmar · Nepal · Oezbekistan · Oman · Oost-Timor · Pakistan · Qatar · Rusland · Saoedi-Arabië · Singapore · Sri Lanka · Syrië · Tadzjikistan · Thailand · Turkije · Turkmenistan · Verenigde Arabische Emiraten · Vietnam